# Granatnik Pallad
Pallad – polski bruzdowany granatnik podwieszany lub samodzielny kalibru 40 mm.

## Historia konstrukcji
W drugiej połowie lat sześćdziesiątych doc. dr inż. Józef Brodacki z Instytutu Mechaniki Precyzyjnej w Warszawie opracował koncepcję granatnika podwieszanego z lufą bruzdowaną. Oficjalne prace nad nową bronią rozpoczęto w 1968 roku w ramach programu o kryptonimie Pallad. W skład zespołu konstrukcyjnego wchodzili Józef Brodacki, Bolesław Dawidowicz, Andrzej Ożogowski i Zdzisław Zapendowski. Miał być to dodatkowy środek ogniowy żołnierza na szczeblu drużyny piechoty, przeznaczony do zwalczania siły żywej, rażenia środków ogniowych i nieopancerzonych pojazdów przeciwnika.
W fazie projektu wstępnego rozpatrywano kilka wariantów granatnika, różniących się sposobem otwierania zamka. Ostatecznie wybrano układ ze stałą lufą i zamkiem odchylanym w dół. Jednocześnie z projektowaniem granatnika prowadzono prace nad amunicją. Pierwsze strzelanie z prototypowego egzemplarza wykonano w lutym 1970 roku. Następnie broń oznaczoną wstępnie jako granatnik wzór 1970 skierowano do próbnej eksploatacji w wybranych jednostkach. Po próbach w jednostkach przeprojektowano celownik i przyjęto broń do uzbrojenia jako „7,62 mm karabinek-granatnik wzór 1974”.
Na początku lat osiemdziesiątych, opierając się na konstrukcji granatnika podwieszanego, skonstruowano samodzielny granatnik wz. 1983. Zmiany w stosunku do granatnika podwieszanego były niewielkie i w zasadzie polegały na dodaniu chwytu pistoletowego i składanej kolby z gumowym amortyzatorem.
Mimo takiego samego kalibru, granatnik nie jest kompatybilny z amunicją granatnikową stosowaną w NATO. Przestarzała w XXI wieku konstrukcja nadal stosowanej amunicji skutkuje także znacznym odsetkiem niewybuchów.

## Wersje

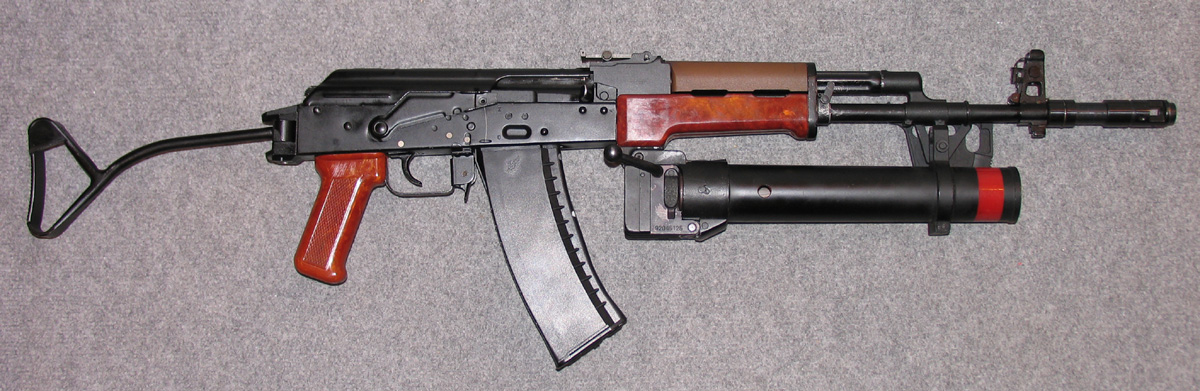
Kbk wz. 88 Tantal z podwieszonym granatnikiem wz. 1974

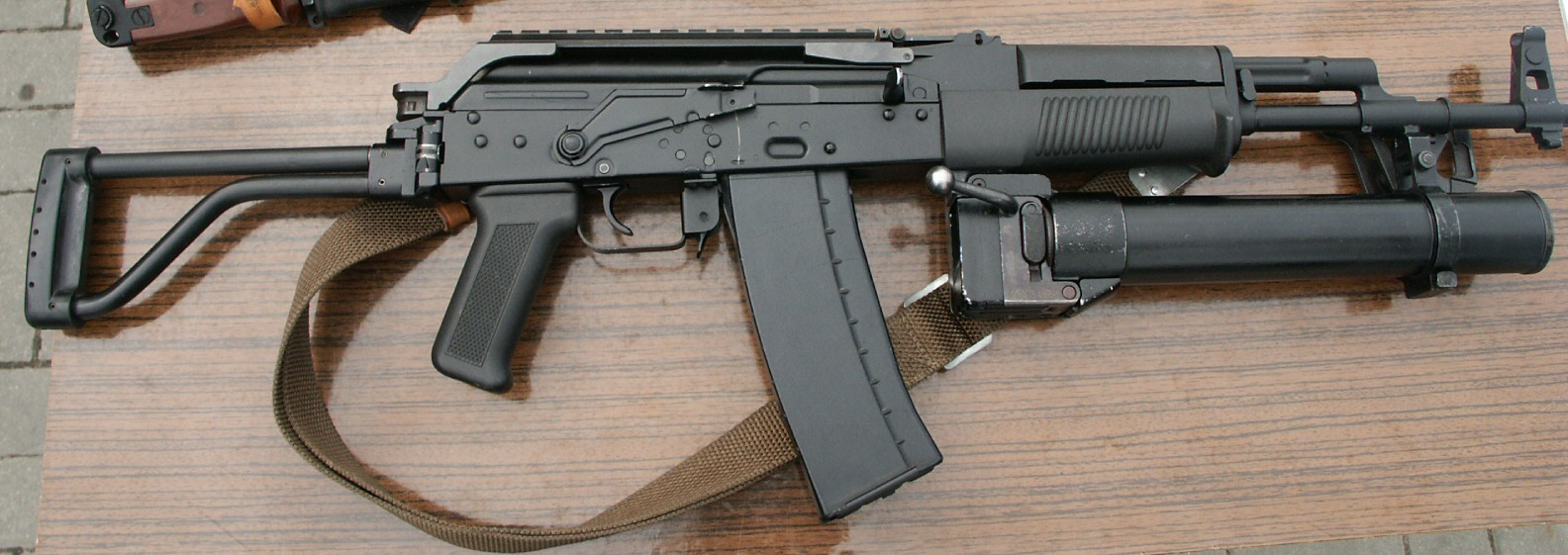
Kbk wz. 96 Beryl z podwieszonym granatnikiem wz. 1974

- 7,62 mm karabinek-granatnik wzór 1974 – zestaw składający się z granatnika Pallad i karabinu AKM
- 5,45 mm karabinek-granatnik wzór 1974 – zestaw składający się z granatnika Pallad i karabinu wz. 88 Tantal
- 5,56 mm karabinek-granatnik wzór 1974 – zestaw składający się z granatnika Pallad i karabinu wz. 96 Beryl
- granatnik wzór 1983 – granatnik samodzielny z kolbą składaną (inne oznaczenie to Pallad-D)

## Opis konstrukcji
Granatnik Pallad jest jednostrzałową bronią przystosowaną do montażu pod lufą karabinu (wz. 1974) lub samodzielną (wz. 1983). Granatnik wz. 1974 jest podwieszany do karabinka w dwóch punktach: z przodu za pomocą obejmy lufy granatnika i z tyłu za pomocą wspornika, który łączy granatnik ze specjalnym łożem karabinka.
Podstawowymi elementami broni są:
- lufa bruzdowana wykonana z utwardzonego stopu aluminium i wkręcona na stałe w komorę zamkową
- zamek – odchylany, obracany na sworzniu i ryglowany w położeniu zamkniętym ryglem umieszczonym w komorze zamkowym.

Do napędu granatów wykorzystuje się dwukomorowy układ miotający. Granatnik wyposażony jest w mechanizm zabezpieczający przed przypadkowym strzałem.
Celownik jest umocowany na obejmie lufy, a głównym jego elementem jest tarcza nastawcza, w której jest osadzona muszka i szczerbinka. Na tarczy naniesione są dwie podziałki nastaw: jedna dla grupy torów płaskich (cele odkryte), druga – dla stromych (cele ukryte).

## Dane taktyczno-techniczne
| Wzór                                             | wz. 1974                                    | wz. 1983                                    |
| ------------------------------------------------ | ------------------------------------------- | ------------------------------------------- |
| Nabój                                            | 40 × 47 mm                                  | 40 × 47 mm                                  |
| Długość broni (mm)                               | 324                                         | 395/670                                     |
| Długość linii celowania (mm)                     | 85                                          | 67                                          |
| Szerokość (mm)                                   | 94                                          | 95                                          |
| Wysokość (mm)                                    | 105                                         | 200                                         |
| Masa (kg)                                        | 1,25                                        | 2,3                                         |
| Masa wraz z karabinkiem AKM (kg)                 | 5,5 kg                                      | -                                           |
| Prędkość początkowa pocisku (m/s)                | 78                                          | 78                                          |
| Szybkostrzelność praktyczna granatami (strz/min) | 7–9                                         | 7–9                                         |
| Zasięg skuteczny (m)                             | 30–400 (cele odkryte) 170–430 (cele ukryte) | 30–400 (cele odkryte) 170–430 (cele ukryte) |